# Dante Crippa
Dante Crippa (Ronco Briantino, 10 marzo 1937 – Brescia, 27 febbraio 2021) è stato un calciatore italiano, di ruolo attaccante.

## Biografia
È morto nel febbraio 2021, all'età di 83 anni, per complicazioni da COVID-19.

## Carriera

Crippa alla SPAL

Cresciuto calcisticamente nel Fanfulla, dopo gli esordi in Serie C e in IV Serie con i lodigiani viene acquistato nel 1956 dal Brescia, divenendo titolare delle rondinelle. Nel 1960 passa al Padova di Nereo Rocco, facendo la spalla ad Aurelio Milani che ne è il capocannoniere. Nel 1962 arriva alla Juventus, dove un infortunio non gli permette di imporsi.
La destinazione successiva è Ferrara, nella SPAL di Paolo Mazza. Nelle sue ventisei gare in Serie A non riuscirà a segnare gol, con gli spallini che retrocedono tra i cadetti. L'anno successivo Crippa diventa protagonista della seconda parte del campionato, segnando anche due reti e tornando in Serie A con i biancazzurri.
Nel 1966 passa alla Reggiana, ove diventerà un mito ed è tuttora ricordato come il calciatore più spettacolare della storia granata. Nell'altra città emiliana, nel 1968, mette a segno dieci reti in un campionato, il suo record personale. Dopo quattro stagioni in Serie B con i granata e ventinove reti segnate, delle quali quattordici su rigore, Crippa abbandona il calcio professionistico a trentatré anni.